# Szajna-parti szerelem
A Szajna-parti szerelem (La belle équipe) 1936-ban bemutatott fekete–fehér francia játékfilm Julien Duvivier rendezésében. 
Magyarországon 1939. március 8-án mutatták be.
(Georges Sadoul filmtörténetének magyar fordítása a 305. oldalon Bajtársak címen, de a Függelék-ben az  501. oldalon már szintén Szajna-parti szerelem címen említi.)

## Cselekménye
Öt párizsi munkanélküli, Jean, Charles (Charlot), Raymond (Tintin), Jacques és egy külföldi, a kiutasítással fenyegetett Mario, nagy nyereményhez jut a lottón. Jean javaslatára a pénzt közösen használják fel. Elhatározzák, hogy a Szajna partján házat vesznek és nyári szállodát nyitnak. Vásárolnak is egy kopottas házat, saját maguk rendbehozzák, de mielőtt befejezhetnék, vihar teszi tönkre addigi munkájukat. Újrakezdik, és végül  elkészül a ház.
Közben azonban féltékenység és balszerencse bomlasztja fel a társaságot, az öt munkás sorsa különbözőképpen alakul. Jaques beleszeret Mario menyasszonyába, ám inkább kivándorol Kanadába, mint hogy hűtlen legyen a barátsághoz. Tintin zászlót tűz a ház tetejére, de lezuhan és szörnyethal. Mariót megtalálja a rendőrség, kiutasítják az országból, menyasszonyával együtt búcsút mond barátainak. Charles felesége, aki elhagyta férjét, tudomást szerez a nagy nyereményről és részesedni akar belőle. A férfi egy meggondolatlan pillanatban odaadja a maradék összeget, amiből a szállodát meg akarták nyitni. Jean rájön a dologra, visszaszerzi a pénzt, közben beleszeret Charles feleségébe, de úrrá lesz érzelmein: megérti, hogy mindkettőjük életét elrontaná. Visszatér a Szajna partján álló házba, ahol Charles-lal már csak ketten maradtak. Eljön a megnyitás napja, a kitartó munka és egymás megbecsülése meghozza gyümölcsét.

## Filmtörténet
Georges Sadoul filmtörténetéből azonban kitűnik, hogy a történet befejezését a rendező kétféle módon készítette el: „De a megoldás, a vállalat összeomlása, nem egyértelmű. (…) Annál is inkább, mert Duvivier a munkások kudarcát csak a Champs-Élysées előkelő közönségének mutatta be, a külvárosi mozikban viszont egy optimista változatot forgatott: itt a szövetkezet utolsó megmaradt tagjai (Gabin és Vanel) már nem bicskázzák le egymást egy romlott teremtés (Vivian Romance) kedvéért, hanem elűzik a leányt s tisztes és jómódú kereskedőként végzik.” Sadoul, aki a társadalmi problémák ábrázolását különösen fontosnak tartotta, a filmet Duvivier egyik legjobb munkájaként értékelte, melynek „valóban népi jellege van… „A Bajtársakban gyönyörű jeleneteket láthatunk : a párizsiak bámész csodálkozását a kocsma napsütötte kerthelyiségében, a házuk tetején hasaló barátokat, akik testükkel védik a cserepeket a vihartól, a munkanélküliek haragját, amikor lakásukon kikapcsolják a villanyt, keserű szóváltásukat a plakát előtt, amelyen ezt a csodálatos buzdítást olvashatják: Sportoljon télen is, fokozza egészségét.”
A Szajna-parti szerelemben az 1936. évi franciaországi „Népfront időszak optimista áramlatai és a kollektív együttműködés ideáljai nyilvánulnak meg.” – írja Ulrich Gregor és Enno Patalas filmtörténete. – „Duvivier-nek sikerült számos remek szabott típusportré segítségével népi realizmust létrehoznia…”, és a forgatókönyv egyenetlenségei mellett is ez a munka a rendező „legélénkebb, legérdekesebb témájú filmje.”

## Főszereplők
- Jean Gabin – Jean (Jeannot)
- Charles Vanel – Charles Billot (Charlot)
- Raymond Aimos – Raymond (Tintin)
- Charles Dorat – Jacques
- Raphaël Médina – Mario
- Micheline Cheirel – Huguette, Mario menyasszonya
- Viviane Romance – Gina, Charles felesége
- Marcelle Géniat – Huguette nagyanyja